# Tetanocera robusta
Tetanocera robusta är en tvåvingeart som beskrevs av Friedrich Hermann Loew 1847. Tetanocera robusta ingår i släktet Tetanocera och familjen kärrflugor. Arten är reproducerande i Sverige. Inga underarter finns listade i Catalogue of Life.